# Thelypteris crassipila
Thelypteris crassipila là một loài dương xỉ trong họ Thelypteridaceae. Loài này được Caluff & C.S mô tả khoa học đầu tiên năm 2004.
Danh pháp khoa học của loài này chưa được làm sáng tỏ. 